# Гуменюк Сергій Васильович
Сергій Васильович Гуменюк (нар. 10 вересня 1982, с. Радванці, Україна) — український педагог, доктор педагогічних наук (2018), професор (2020).

## Життєпис
Сергій Гуменюк народився 10 вересня 1982 року в селі Радванцях, нині Радехівської громади Шептицького району Львівської области України.
Закінчив факультет фізичного виховання Тернопільського національного педагогічного університету імені Володимира Гнатюка (2004, маґістр). Від 2008 в Alma-mater: асистент (2008—2014), викладач (2014—2015), доцент (2015—2018) катедри фізичного виховання; доцент (2018—2020), професор (від 2020) катедри теоретичних основ і методики фізичного виховання.
У 2018 році проходив стажування в Польщі.

## Доробок
Автор 73 публікацій, навчальних посібників — «Футбол» (2011), «Вчимось грати в шахи» (2011), «Гирьовий спорт» (2012); «Зошит для занять з фізичного виховання для студентів» (2009—2019).
Монографії:
- «Психодидактика вищої школи: інноваційні методи навчання» (2017, у співавторстві),
- «Теорія і практика формування педагогічного мислення майбутніх учителів фізичної культури» (2017).